# 朝倉光玖
朝倉 光玖（あさくら こうきゅう）は、室町時代中期から戦国時代にかけての武将・僧。朝倉氏の家臣。

## 略歴
朝倉氏6代当主・朝倉家景の子として誕生。幼少の頃に京都の臨済宗建仁寺や越前国安居の弘祥寺に入っていたらしい。
しかし、僧籍ながら寛正2年（1461年）には朝倉家の代官として坪江、河口庄における段銭徴収のため越前へ下向している。文明元年（1469年）には足羽郡にある一条家の庄園を侵略し、延徳元年（1489年）には洞雲寺（福井県大野市）に大野郡の鍬懸・弘名の内得を安堵するなどしている。国中奉行や大野郡郡司に任じられ兄・孝景の越前平定に尽力、孝景亡き後は甥の氏景、大甥の貞景の補佐も務めた。
養子に迎えていた甥の教景（氏景の弟）が、教景の兄・景総に殺害されると景総と衝突したが、後に和解している。